# Utricularia phusoidaoensis
Utricularia phusoidaoensis är en tätörtsväxtart som beskrevs av Piyakaset Suksathan och J.Parn.. Utricularia phusoidaoensis ingår i släktet bläddror, och familjen tätörtsväxter. Inga underarter finns listade i Catalogue of Life.